# Primer Frente Báltico
El Primer Frente Báltico, (en ruso: Первый Прибалтийский, romanizado: Pervyi Pribaltiiskii front) fue un Frente (grupo de ejércitos) del Ejército Rojo de la Unión Soviética durante la Segunda Guerra Mundial.
Se formó el 20 de octubre de 1943 sobre la base de la orden del Cuartel General del Mando Supremo del 16 de octubre de 1943 al renombrar el antiguo Frente de Kalinin. A partir de entonces tomó parte en varias operaciones militares en la zona norte de la Unión Soviética, incluido el primer movimiento de la Operación Bagration en el verano de 1944, participó después en la Ofensiva del Báltico que ocupó Estonia, Letonia y Lituania expulsando de allí a la Wehrmacht, en la Batalla de Memel, en la Ofensiva de Prusia Oriental y finalmente en el Sitio de Königsberg.

## Historial de combate
Del 1 al 21 de noviembre de 1943, las tropas del frente lanzaron una ofensiva en dirección Vitebsk-Polotsk. Con el apoyo del Segundo Frente Báltico, fue posible introducirse en las defensas alemanas a una profundidad de 45-55 km y cubrir profundamente la agrupación de tropas alemanas de Gorodok y Vitebsk.
En febrero-marzo de 1944, junto con el Frente Occidental, las tropas del 1.er Frente Báltico llevaron a cabo la Operación Vitebsk. Como resultado de la operación, fue posible mejorar la situación, romper las defensas alemanas y avanzar profundamente en la retaguardia alemana en Vitebsk rodeando parcialmente la población y obteniendo una buena posición de partida para la Operación Bagration.
Desde el 22 de junio, durante la Operación Bagratión y en cooperación con las tropas del Tercer Frente Bielorruso, el Primer Frente Báltico rompió las débiles líneas alemanas, al norte de Vitebsk, rodeando la ciudad por el norte, el 24 de junio sus fuerzas móviles cruzan el río Dvina, derrotando gravemente el ala izquierda del 3.er Ejército Panzer alemán, el 26 de junio los tanques del 1.º Cuerpo de tanques del general Vasili Bulkov consiguen una cabeza de puente en Baclejava, ensanchando la brecha entre el Grupo de Ejércitos Centro y el Grupo de Ejércitos Norte las tropas soviéticas llegaron a los accesos a Polotsk. Sobre la base del éxito, la operación Polotsk se llevó a cabo sin una pausa operativa. Como resultado, las tropas alemanas en los alrededores de Polotsk fueron derrotados y el frente avanzó entre 120 y 160 kilómetros con el ala izquierda.
En julio, las tropas del frente llevaron a cabo la operación Siauliai. Como resultado, el grupo alemán Panevezysko-Siauliai fue derrotado. Luego el frente lanzó una ofensiva en dirección a Riga, con el fin de cortar las comunicaciones terrestres del Grupo de Ejércitos Norte con Prusia Oriental, llegaron al Golfo de Riga, pero en agosto se retiraron 30 km al sur debido a un contraataque alemán.

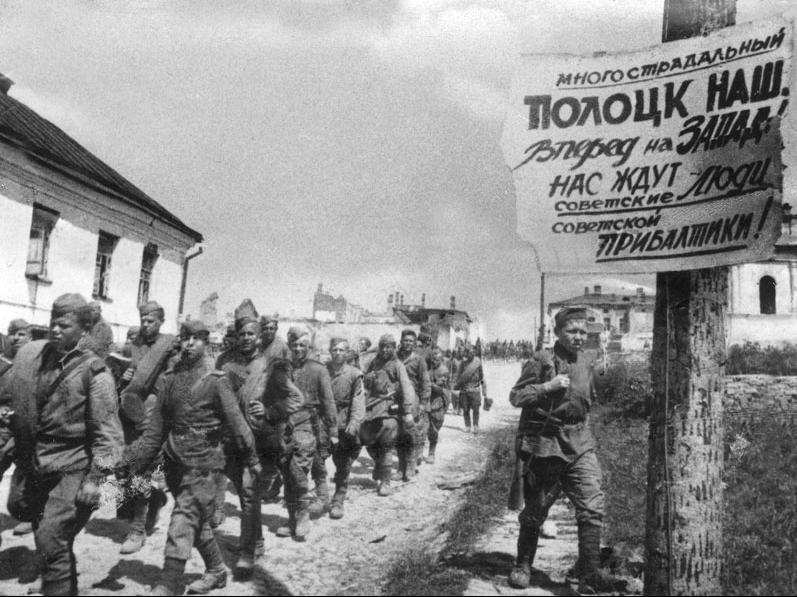
Soldados soviéticos en Polozk (Bielorrusia), pasando por un cartel de propaganda celebrando la reconquista de la ciudad, 4 de julio de 1944

En septiembre, el frente participó en la Ofensiva de Riga. A principios de octubre, las tropas soviéticas lanzaron un ataque sorpresa contra Memel (actual Klaipeda). Tras el éxito de la Ofensiva de Memel, el Primer Frente Báltico, junto con tropas pertenecientes al 2.º Frente Báltico, coparon en una bolsa en la península de Curlandia al Grupo de Ejército Norte al mando de Ferdinand Schörner, que continuaría estando aislado hasta el final de la contienda, cuando recibieron las órdenes de rendirse al comando soviético el 8 de mayo, aunque la rendición efectiva no llegaría hasta dos días más tarde, el 10 de mayo.
En enero-febrero de 1945, la parte delantera de las fuerzas participó en la Ofensiva de Prusia Oriental. Ayudó al 3.er Frente Bielorruso a derrotar al grupo Tilsit alemán. Al mismo tiempo, a finales de enero, durante la Ofensiva de Memel se eliminó la cabeza de puente que las tropas alemanas mantenían en la ciudad lituana de Memel y la ciudad de Memel (actual Klaipeda) fue tomada por asalto el 28 de enero.
A principios de febrero de 1945, las tropas del frente, junto con el 3.º Frente Bielorruso, participaron en la operación para eliminar las tropas alemanas en Prusia Oriental presionada hacia el mar en la península de Zelanda y en la región de Königsberg (actual Kaliningrado). Los ejércitos del frente que operaban en Curlandia fueron transferidos al 2 º Frente Báltico. Desde el 17 de febrero, todos los esfuerzos del frente se centraron en eliminar al enemigo cercado en la península de Sambia en Prusia Oriental.
El 24 de febrero de 1945, el frente fue abolido y sus tropas, transformadas en el Grupo de Fuerzas de Zelanda, fueron incluidas en el 3.º Frente Bielorruso.

## Composición
A 23 de junio de 1944, durante la Operación Bagration, el Primer Frente Báltico se encontraba bajo el mando del general de ejército Iván Bagramián e incluía las siguientes unidades
- 4.° Ejército de Choque (cuatro divisiones de fusileros) comandante, teniente general Piotr Malishev;[5]
- 6. º Ejército de Guardias (once divisiones de fusileros, dos brigadas de tanques, dos regimientos de tanques y dos de cazacarros SU) comandante, teniente general Iván Chistiakov[6]
- 43.° Ejército (ocho divisiones de fusileros, una región fortificada,[7] dos brigadas de tanques, un regimiento de tanques y dos de cazacarros SU) comandante, teniente general Afanasi Belaborodov
- Reservas del frente (una división de fusileros, una brigada mecanizada, un cuerpo de tanques y un regimiento de tanques)
- 3.° Ejército Aéreo (tres divisiones de asalto (340 aviones), una división de cazabombardero (90) y tres divisiones de Cazas (350) comandante, teniente general de aviación Nikolái Papivin.[8]

En diferentes momentos también incluyó:     
- 2.º Ejército de la Guardia - comandante, teniente general Porfiry Chanchibadze
- 5.º Ejército - comandante, coronel general Vasili Volski
- 11.° Ejército - comandante,
- 51.º Ejército - comandante, teniente general Yákov Kreizer
- 61.º Ejército -  comandante, teniente general Pável Belov
- 5.º Ejército de Tanques de la Guardiaː - comandante, mariscal de blindados Pavel Rótmistrov

## Mando

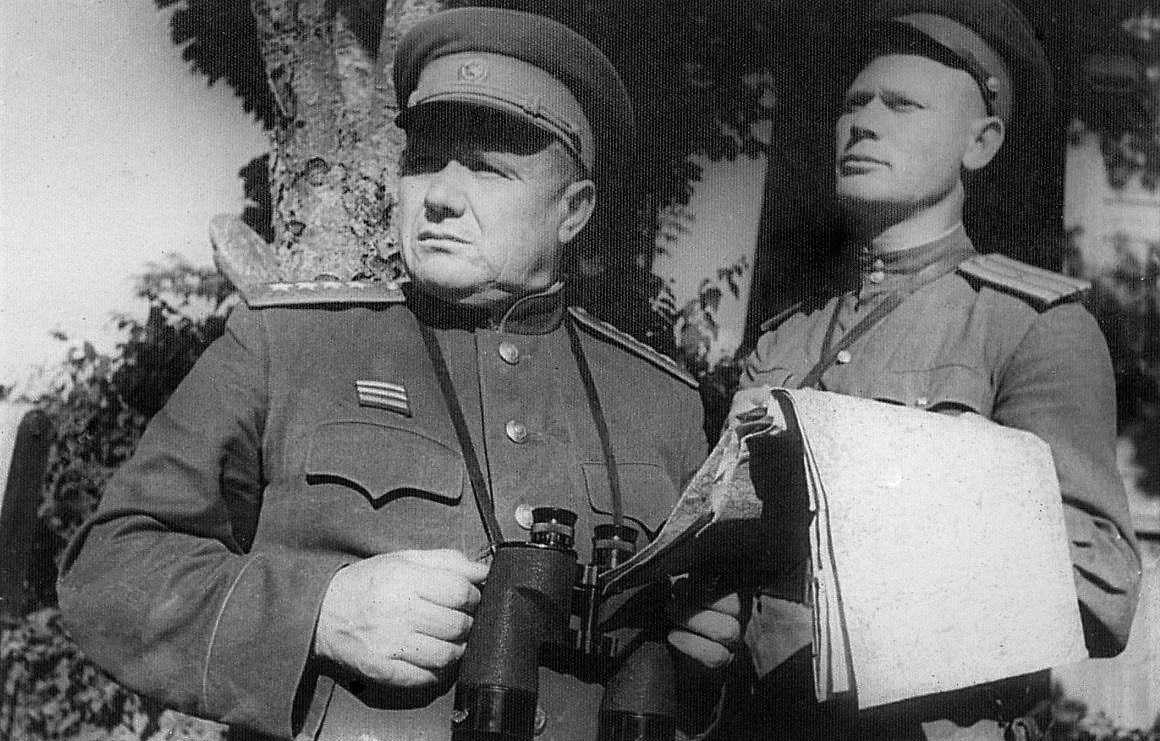
Comandante del Primer Frente Báltico, General Andréi Yeriómenko con su asistente el Mayor F. Orlov en vísperas de la ofensiva de Riga

### Comandantes
- General de ejército Andréi Yeriómenko (octubre-noviembre de 1943)
- General de ejército Iván Bagramián (noviembre de 1943 - febrero de 1945)

### Miembros del Consejo Militar
- Teniente general Dmitri Leonov (octubre de 1943 - noviembre de 1944);[9]
- Teniente general Mijaíl Rudakov (noviembre de 1944 - febrero de 1945).[10]

### Jefe del estado mayor
- Teniente general, desde junio de 1944 coronel general Vladímir Kurasov (octubre de 1943 - febrero de 1945).[11]